# استونی در المپیک
استونی از سال ۱۹۲۰ تا ۱۹۳۶ و ۱۹۹۲ تاکنون در مسابقات المپیک تابستانی و زمستانی شرکت کرده‌است که حاصل آن ۱۳ مدال طلا، ۱۱ نقره و ۱۶ برنز بوده‌است.

## جدول مدال‌ها

### بازی‌های تابستانی
| بازی‌ها        | ورزشکار                       | طلا                           | نقره                          | برنز                          | مجموع                         | رتبه                          |
| ۱۹۰۸–۱۹۱۲     | بخشی از امپراتوری روسیه (RU1) | بخشی از امپراتوری روسیه (RU1) | بخشی از امپراتوری روسیه (RU1) | بخشی از امپراتوری روسیه (RU1) | بخشی از امپراتوری روسیه (RU1) | بخشی از امپراتوری روسیه (RU1) |
| ۱۹۲۰ آنتورپ   | ۱۴                            | ۱                             | ۲                             | ۰                             | ۳                             | ۱۴                            |
| ۱۹۲۴ پاریس    | ۴۴                            | ۱                             | ۱                             | ۴                             | ۶                             | ۱۷                            |
| ۱۹۲۸ آمستردام | ۲۰                            | ۲                             | ۱                             | ۲                             | ۵                             | ۱۶                            |
| ۱۹۳۲ لس‌آنجلس  | ۲                             | ۰                             | ۰                             | ۰                             | ۰                             | –                             |
| ۱۹۳۶ برلین    | ۳۷                            | ۲                             | ۲                             | ۳                             | ۷                             | ۱۳                            |
| ۱۹۴۸ لندن     | عدم شرکت                      |                               |                               |                               |                               |                               |
| ۱۹۵۲ هلسینکی  | عدم شرکت                      |                               |                               |                               |                               |                               |
| ۱۹۵۲–۱۹۸۸     | بخشی از اتحاد شوروی (URS)     | بخشی از اتحاد شوروی (URS)     | بخشی از اتحاد شوروی (URS)     | بخشی از اتحاد شوروی (URS)     | بخشی از اتحاد شوروی (URS)     | بخشی از اتحاد شوروی (URS)     |
| ۱۹۹۲ بارسلون  | ۳۷                            | ۱                             | ۰                             | ۱                             | ۲                             | ۳۴                            |
| ۱۹۹۶ آتلانتا  | ۴۳                            | ۰                             | ۰                             | ۰                             | ۰                             | –                             |
| ۲۰۰۰ سیدنی    | ۳۳                            | ۱                             | ۰                             | ۲                             | ۳                             | ۴۷                            |
| ۲۰۰۴ آتن      | ۴۲                            | ۰                             | ۱                             | ۲                             | ۳                             | ۶۴                            |
| ۲۰۰۸ پکن      | ۴۷                            | ۱                             | ۱                             | ۰                             | ۲                             | ۴۶                            |
| ۲۰۱۲ لندن     | ۳۲                            | ۰                             | ۱                             | ۱                             | ۲                             | ۶۳                            |
| مجموع         | مجموع                         | ۹                             | ۹                             | ۱۵                            | ۳۳                            | ۴۹                            |

### بازی‌های زمستانی
| بازی‌ها                 | ورزشکار                   | طلا                       | نقره                      | برنز                      | مجموع                     | رتبه                      |
| ۱۹۲۸ سنت موریتز        | ۲                         | ۰                         | ۰                         | ۰                         | ۰                         | –                         |
| ۱۹۳۲ لیک پلسید         | عدم شرکت                  | عدم شرکت                  | عدم شرکت                  | عدم شرکت                  | عدم شرکت                  | عدم شرکت                  |
| ۱۹۳۶ گارمیش-پارتنکیرشن | ۵                         | ۰                         | ۰                         | ۰                         | ۰                         | –                         |
| ۱۹۴۸ سنت موریتز        | عدم شرکت                  | عدم شرکت                  | عدم شرکت                  | عدم شرکت                  | عدم شرکت                  | عدم شرکت                  |
| ۱۹۵۲–۱۹۸۸              | بخشی از اتحاد شوروی (URS) | بخشی از اتحاد شوروی (URS) | بخشی از اتحاد شوروی (URS) | بخشی از اتحاد شوروی (URS) | بخشی از اتحاد شوروی (URS) | بخشی از اتحاد شوروی (URS) |
| ۱۹۹۲ آلبرت‌ویل          | ۲۰                        | ۰                         | ۰                         | ۰                         | ۰                         | –                         |
| ۱۹۹۴ لیلهامر           | ۲۶                        | ۰                         | ۰                         | ۰                         | ۰                         | –                         |
| ۱۹۹۸ ناگانو            | ۲۰                        | ۰                         | ۰                         | ۰                         | ۰                         | –                         |
| ۲۰۰۲ سالت‌لیک‌سیتی       | ۱۷                        | ۱                         | ۱                         | ۱                         | ۳                         | ۱۷                        |
| ۲۰۰۶ تورین             | ۲۶                        | ۳                         | ۰                         | ۰                         | ۳                         | ۱۲                        |
| ۲۰۱۰ ونکوور            | ۳۰                        | ۰                         | ۱                         | ۰                         | ۱                         | ۲۵                        |
| مجموع                  | مجموع                     | ۴                         | ۲                         | ۱                         | ۷                         | ۲۵                        |

## مدال‌ها بر پایه ورزش
| بازی‌ها           | طلا | نقره | برنز | مجموع |
| ---------------- | --- | ---- | ---- | ----- |
| کشتی             | ۵   | ۲    | ۴    | ۱۱    |
| اسکی صحرانوردی   | ۴   | ۲    | ۱    | ۷     |
| دو و میدانی      | ۲   | ۱    | ۳    | ۶     |
| وزنه‌برداری       | ۱   | ۳    | ۳    | ۷     |
| دوچرخه‌سواری      | ۱   | ۰    | ۰    | ۱     |
| رویینگ           | ۰   | ۲    | ۰    | ۲     |
| بوکس             | ۰   | ۱    | ۰    | ۱     |
| جودو             | ۰   | ۰    | ۳    | ۳     |
| قایق‌رانی بادبانی | ۰   | ۰    | ۲    | ۲     |
| مجموع            | ۱۳  | ۱۱   | ۱۶   | ۴۰    |

## فهرست مدال‌آوران

### بازی‌های تابستانی
| مدال | نام                                                                        | بازی‌ها        | ورزش             | رویداد                      |
| ---- | -------------------------------------------------------------------------- | ------------- | ---------------- | --------------------------- |
| طلا  | آلفرد نئولند                                                               | ۱۹۲۰ آنتورپ   | وزنه‌برداری       | ۶۷٫۵ کیلوگرم مردان          |
| نقره | یوری لوسمن                                                                 | ۱۹۲۰ آنتورپ   | دو و میدانی      | ماراتن مردان                |
| نقره | آلفرد اشمیت                                                                | ۱۹۲۰ آنتورپ   | وزنه‌برداری       | ۶۰ کیلوگرم مردان            |
| طلا  | ادوارد پوتسپ                                                               | ۱۹۲۴ پاریس    | کشتی             | ۵۳ کیلوگرم فرنگی مردان      |
| نقره | آلفرد نئولند                                                               | ۱۹۲۴ پاریس    | وزنه‌برداری       | ۷۵ کیلوگرم مردان            |
| برنز | الکساندر کلومبرگ                                                           | ۱۹۲۴ پاریس    | دو و میدانی      | ده‌گانه مردان                |
| برنز | یان کیکاس                                                                  | ۱۹۲۴ پاریس    | وزنه‌برداری       | ۷۵ کیلوگرم مردان            |
| برنز | هارالد تامر                                                                | ۱۹۲۴ پاریس    | وزنه‌برداری       | +۸۲٫۵ کیلوگرم مردان         |
| برنز | رومن استینبرگ                                                              | ۱۹۲۴ پاریس    | کشتی             | - ۷۵ کیلوگرم فرنگی مردان    |
| طلا  | اسوالد کاپ                                                                 | ۱۹۲۸ آمستردام | کشتی             | - ۶۶ کیلوگرم آزاد مردان     |
| طلا  | وولدمار ولی                                                                | ۱۹۲۸ آمستردام | کشتی             | - ۶۲ کیلوگرم فرنگی مردان    |
| نقره | آرنولد لوهار                                                               | ۱۹۲۸ آمستردام | وزنه‌برداری       | +۸۲٫۵ کیلوگرم مردان         |
| برنز | نیکولای وکشین, ویلیام فون ویرن, ابرهارد ووگت, گئورگ فائلمن, آندریاس فائلمن | ۱۹۲۸ آمستردام | قایق‌رانی بادبانی | کلاس ۶ متر مردان            |
| برنز | آلبرت کوسنتس                                                               | ۱۹۲۸ آمستردام | کشتی             | - ۷۵ کیلوگرم فرنگی مردان    |
| طلا  | کریستیان پالوسالو                                                          | ۱۹۳۶ برلین    | کشتی             | +۸۷ کیلوگرم فرنگی مردان     |
| طلا  | کریستیان پالوسالو                                                          | ۱۹۳۶ برلین    | کشتی             | +۸۷ کیلوگرم فرنگی مردان     |
| نقره | نیکولای استپولوف                                                           | ۱۹۳۶ برلین    | بوکس             | ۶۱٫۲ کیلوگرم مردان          |
| نقره | آگوست نئو                                                                  | ۱۹۳۶ برلین    | کشتی             | ۷۹ – ۸۷ کیلوگرم آزاد مردان  |
| برنز | آرنولد لوهار                                                               | ۱۹۳۶ برلین    | وزنه‌برداری       | +۸۲٫۵ کیلوگرم مردان         |
| برنز | وولدمار ولی                                                                | ۱۹۳۶ برلین    | کشتی             | ۶۱ – ۶۶ کیلوگرم فرنگی مردان |
| برنز | آگوست نئو                                                                  | ۱۹۳۶ برلین    | کشتی             | ۷۹ – ۸۷ کیلوگرم فرنگی مردان |
| طلا  | اریکا سالومه                                                               | ۱۹۹۲ بارسلون  | دوچرخه‌سواری      | اسپرینت زنان                |
| برنز | تونو تونیسته – توماس تونیسته                                               | ۱۹۹۲ بارسلون  | قایق‌رانی بادبانی | کلاس ۴۷۰ تیمی مردان         |
| طلا  | ارکی نول                                                                   | ۲۰۰۰ سیدنی    | دو و میدانی      | ده‌گانه مردان                |
| برنز | الکسی بودولین                                                              | ۲۰۰۰ سیدنی    | جودو             | – ۸۱ کیلوگرم مردان          |
| برنز | ایندرک پرتلسون                                                             | ۲۰۰۰ سیدنی    | جودو             | ۱۰۰+ کیلوگرم مردان          |
| نقره | یوری یانسون                                                                | ۲۰۰۴ اتن      | رویینگ           | تک نفره دو پارو مردان       |
| برنز | الکساندر تامرت                                                             | ۲۰۰۴ آتن      | دو و میدانی      | پرتاب دیسک مردان            |
| برنز | ایندرک پرتلسون                                                             | ۲۰۰۴ آتن      | جودو             | +۱۰۰ کیلوگرم مردان          |
| طلا  | گرد کانتر                                                                  | ۲۰۰۸ پکن      | دو و میدانی      | پرتاب دیسک مردان            |
| نقره | تونو اندرکسون یوری یانسون                                                  | ۲۰۰۸ پکن      | رویینگ           | دو نفره دو پارو مردان       |
| نقره | هیکی نابی                                                                  | ۲۰۱۲ لندن     | کشتی             | ۱۲۰ کیلوگرم فرنگی مردان     |
| برنز | گرد کانتر                                                                  | ۲۰۱۲ لندن     | دو و میدانی      | پرتاب دیسک مردان            |

### بازی‌های زمستانی
| مدال | نام                  | بازی‌ها           | ورزش           | رویداد                  |
| ---- | -------------------- | ---------------- | -------------- | ----------------------- |
| طلا  | آندروس ویرپالو       | ۲۰۰۲ سالت‌لیک‌سیتی | اسکی صحرانوردی | ۱۵ کیلومتر کلاسیک مردان |
| نقره | آندروس ویرپالو       | ۲۰۰۲ سالت‌لیک‌سیتی | اسکی صحرانوردی | ۵۰ کیلومتر کلاسیک مردان |
| برنز | یاک مائه             | ۲۰۰۲ سالت‌لیک‌سیتی | اسکی صحرانوردی | ۱۵ کیلومتر کلاسیک مردان |
| طلا  | آندروس ویرپالو       | ۲۰۰۶ تورین       | اسکی صحرانوردی | ۱۵ کیلومتر کلاسیک مردان |
| طلا  | کریستینا شمیگون-واهی | ۲۰۰۶ تورین       | اسکی صحرانوردی | ۱۵ کیلومتر تعقیبی زنان  |
| طلا  | کریستینا شمیگون-واهی | ۲۰۰۶ تورین       | اسکی صحرانوردی | ۱۰ کیلومتر کلاسیک زنان  |
| نقره | کریستینا شمیگون-واهی | ۲۰۱۰ ونکوور      | اسکی صحرانوردی | ۱۰ کیلومتر آزاد زنان    |